# Medgoen Singsurat
Medgoen Singsurat (* 12. Juli 1978 in Roi Et, Thailand) ist ein ehemaliger thailändischer Boxer im Fliegengewicht.

## Profikarriere
Im Jahre 1997 begann er erfolgreich seine Profikarriere. Am 17. September 1999 boxte er gegen Manny Pacquiao um die WBC-Weltmeisterschaft und gewann durch technischen K. o. in Runde 3. Diesen Gürtel verteidigte er insgesamt ein Mal und verlor ihn im Mai des darauffolgenden Jahres an Malcolm Tunacao durch Knockout.  
Im Jahre 2011 beendete er seine Karriere.